# 无产阶级党 (波兰)
波蘭歷史上共有3個名叫无产阶级党的政党：
- 第一无产阶级党，正式名称为国际社会革命党“无产阶级”，1882年—1886年
- 第二无产阶级党，正式名称为社会革命党“无产阶级”，1888年—1893年
- 第三无产阶级党，正式名称为波兰社会党“无产阶级”，1900年—1909年

## 第一无产阶级党
第一无产阶级党是波兰第一个社会主义政党，也是俄罗斯帝国第一个社会主义政党 。它由卢德维克·瓦伦斯基創立於1882年9月。該政黨自稱要推翻资本主义制度，建立社会主义制度，而且支持无产阶级国际主义，反对波兰独立运动。1884年3月，第一无产阶级党与民意党结盟。1883年9月，卢德维克·瓦伦斯基被捕。1884年夏，該黨又有领导人被捕。1886年，羅莎·盧森堡加入第一无产阶级党。1886年7月，該黨最后一个党小组被俄罗斯帝国鎮壓，第一无产阶级党停止活动。

## 第二无产阶级党
第二无产阶级党成立于1888年，它由前第一无产阶级黨成員和一個学生团体共同創建。第二无产阶级党派代表参加了1889年在巴黎召开的第二国际成立大会。1890年，該黨參加了波兰首次五一游行示威。1893年，该党与其他三个政党合并成立波兰社会党。

## 第三无产阶级党
第三无产阶级党成立于1900年，分裂自波兰社会党。1909年，停止活動。